# João Paulo Gomes
João Paulo Gomes é um microbiologista e cientista português.
João Paulo Gomes exerce a sua investigação no Centro de Bacteriologia do Instituto Nacional Ricardo Jorge.

## Prémios
- PhD Award (2007) - pela tese "Contribution for the understanding of biological differences among Chlamydia trachomatis serovars using Genomics and Transcriptomics" [1][2][3]